# Forge de Contes
La forge Bracco est située au lieu-dit Le Martinet, à Contes, en France.

## Localisation
La forge Bracco est située dans le département français des Alpes-Maritimes, sur la commune de Contes.

## Historique
L'ancienne forge Bracco est située près du moulin à huile de la Laouza, au lieu-dit le Martinet.
C'est un témoin remarquable de l'histoire des techniques. Il est doté d'un appareillage en bois actionné par la force hydraulique.
Ce martinet ou moulin à fer dit forge Bracco, date de la première moitié du XIXe siècle et a été utilisé pour la fabrication d'outils agricoles jusqu'en 1958. Son activité est probablement plus ancienne.
L'atelier est doté  d'un marteau, ou martinet, de 45 kilos placé à l'extrémité d'un manche en chêne de 5 mètres de long. Il est commandé par des cames placées sur un arbre mis en rotation par une roue hydraulique verticale. Ce système permettait de réaliser trois opérations de transformation du fer :
- le corroyage, opération de mélange de plusieurs qualités de fer,
- l'étirage, permettant d'allonger une pièce en fer,
- le platinage, pour l'obtention de pièces plates, socs de charrues, lames de faux ou de faucilles, ...

Ce système de moulin de fer est décrit dans l'Encyclopédie ou Dictionnaire raisonné des sciences, des arts et des métiers de Diderot et d'Alembert.
Une autre roue verticale, plus petite, permettait d'entraîner une meule en pierre.
D'autres outils, également du XIXe siècle, y sont conservés : enclume, cisaille, marteaux
L'édifice est classé au titre des monuments historiques le 28 mai 1979 et inscrit le 5 décembre 1992.